# 古达克陨石坑
古达克陨石坑（Goodacre）是月球正面崎岖的南部高地上一座古老的大撞击坑，约形成于39.2亿－38.5亿年前的酒海纪，其名称取自英国商人暨业余天文学家沃尔特·古达克（Walter Goodacre，1856年－1938年），1935年被国际天文学联合会批准接受。

## 描述

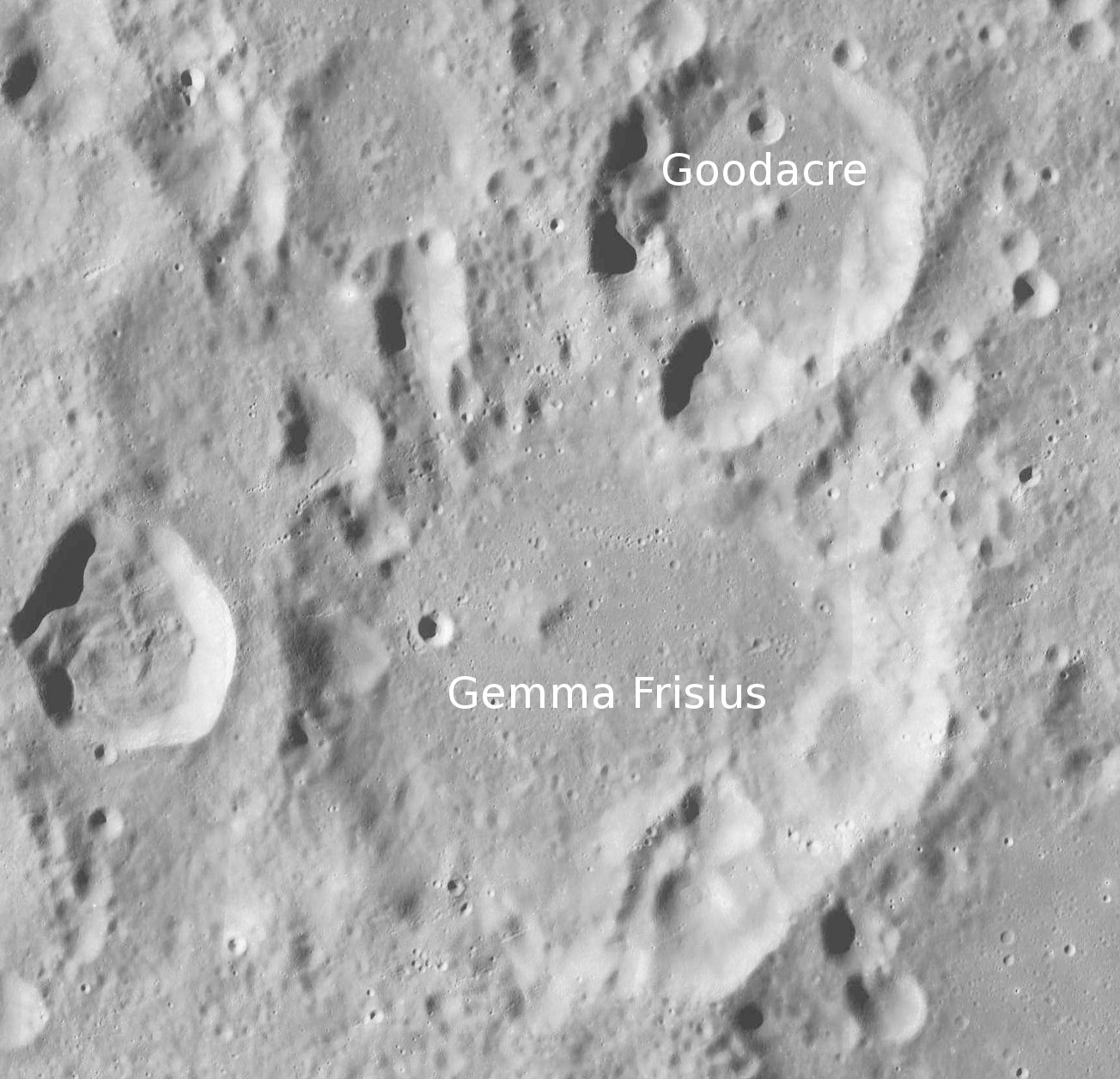
古达克陨石坑周边图，月球勘测轨道飞行器拍摄。

该陨坑西侧毗邻沃尔瑟环形山、西北靠近泊松陨石坑、蓬塔诺环形山位于它的北面、东北坐落着威尔金斯环形山，古达克陨石坑的东侧和东南偏东分别为萨库托环形山和摄尔修斯陨石坑、而西南偏西则是努内斯环形山和凯瑟环形山，它的南面则与杰马·弗里西斯环形山相接壤。
该陨坑中心月面坐标为32°40′S 14°05′E / 32.67°S 14.08°E，
直径44.1公里，深度约3.19公里。

古达克陨石坑外观呈圆形，外侧壁已被更小的撞击坑侵蚀，尤其是南侧已严重损毁，上面覆盖了卫星坑古达克 G并将它与杰马·弗里西斯环形山连接在一起。该陨坑坑壁平均高出周边地形1090米，内部容积约1650公里³。碗状的坑底相对平坦，中心附近有一座隆起的小山丘，靠近北侧内壁坐落了卫星坑古达克 C，一束来自第谷坑的纤细射纹线沿西南边缘穿过了中央峰。

## 卫星陨石坑
按惯例，最靠近古达克陨石坑的卫星坑将在月图上以字母标注在它的中心点旁边。

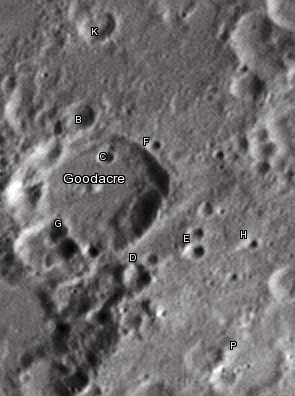
戴维·坎贝尔图片

| 古达克 | 纬度    | 经度    | 直径    |
| ------ | ------- | ------- | ------- |
| B      | 31.8° S | 13.7° E | 9 公里  |
| C      | 32.3° S | 14.2° E | 5 公里  |
| D      | 33.4° S | 15.0° E | 8 公里  |
| E      | 32.9° S | 15.5° E | 6 公里  |
| F      | 31.9° S | 14.6° E | 5 公里  |
| G      | 33.3° S | 13.9° E | 16 公里 |
| H      | 32.8° S | 16.1° E | 4 公里  |
| K      | 30.9° S | 13.5° E | 11 公里 |
| P      | 34.0° S | 16.7° E | 22 公里 |

## 另请参阅
- Wood, Chuck. . Lunar Photo of the Day. July 15, 2007  [2007-07-16]. （原始内容存档于2007-09-27）.

- Andersson, L. E.; Whitaker, E. A. . NASA RP-1097. 1982.
- Blue, Jennifer. . USGS. July 25, 2007  [2007-08-05]. （原始内容存档于2018-12-25）.
- Bussey, B.; Spudis, P. . New York: Cambridge University Press. 2004. ISBN 978-0-521-81528-4.
- Cocks, Elijah E.; Cocks, Josiah C. . Tudor Publishers. 1995. ISBN 978-0-936389-27-1.
- McDowell, Jonathan. . Jonathan's Space Report. July 15, 2007  [2007-10-24]. （原始内容存档于2018-12-25）.
- Menzel, D. H.; Minnaert, M.; Levin, B.; Dollfus, A.; Bell, B. . Space Science Reviews. 1971, 12 (2): 136–186. Bibcode:1971SSRv...12..136M. doi:10.1007/BF00171763.
- Moore, Patrick. . Sterling Publishing Co. 2001. ISBN 978-0-304-35469-6.
- Price, Fred W. . Cambridge University Press. 1988. ISBN 978-0-521-33500-3.
- Rükl, Antonín. . Kalmbach Books. 1990. ISBN 978-0-913135-17-4.
- Webb, Rev. T. W.  6th revised. Dover. 1962. ISBN 978-0-486-20917-3.
- Whitaker, Ewen A. . Cambridge University Press. 1999. ISBN 978-0-521-62248-6.
- Wlasuk, Peter T. . Springer. 2000. ISBN 978-1-85233-193-1.